# Бабичев, Виктор Алексеевич
Ви́ктор Алексе́евич Ба́бичев (1916—1980) — Герой Советского Союза, участник ВОВ, старшина, командир орудия.

## Биография
Родился 16 апреля 1916 года в посёлке Петропавловка, ныне в черте города Ахтубинск Астраханской области, в семье рабочего. Русский. Член КПСС с 1943 года. Окончил начальную школу, работал трактористом на Владимирской машино-тракторной станции (МТС). В Советской Армии в 1937—1940 годах и с сентября 1941 года.
В боях Великой Отечественной войны с марта 1942 года. Командир орудия 125-го отдельного истребительно-противотанкового артиллерийского дивизиона (29-я стрелковая дивизия, 6-я гвардейская армия, 1-й Прибалтийский фронт) старшина Бабичев 5 июля 1944 года при отражении контратаки противника у деревни Тычки (Миорский район Витебской области) огнём орудия уничтожил 2 пулемёта, 4 мотоцикла и десятки гитлеровцев. Когда батарею окружил противник, поднял расчёт в атаку. Будучи тяжело ранен, остался в строю. Звание Героя Советского Союза присвоено 24 марта 1945 года.
С 1945 года — старшина запаса. Жил и работал в Ахтубинске. Награждён орденами Ленина, Славы 2 и 3 степеней, медалями. Умер 13 октября 1980 года.